# Melora Hardin

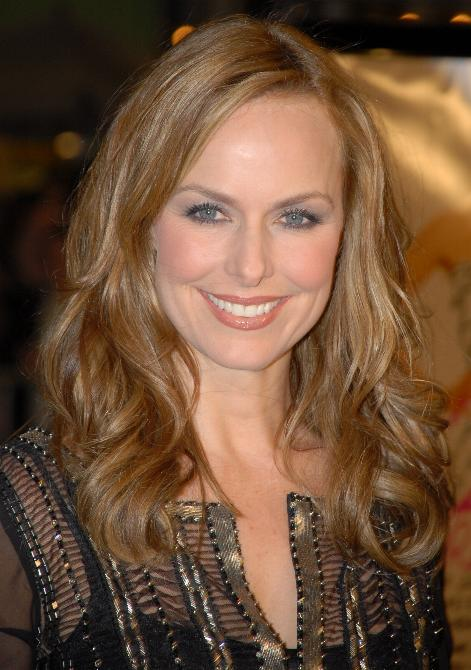
Melora Hardin

Melora Diane Hardin (Houston, 29 de junho de 1967) é uma atriz e cantora dos Estados Unidos da América.
Hardin é filha da coordenadora de atuação Diane Hill e do ator Jerry Hardin. Tem um irmão chamado Shan Hardin.
Participou do filme Vestida para Casar. Fez uma participação na segunda temporada da série Diff'rent Strokes, interpretando Emily Morehouse no episódio "Skin Deep or True Blue", que foi ao ar no dia 20 de fevereiro de 1980.